# IC 5379
IC 5379 је спирална галаксија у сазвјежђу Пегаз која се налази на листи објеката дубоког неба у Индекс каталогу.
Деклинација објекта је + 16° 36' 3" а ректасцензија 0h 2m 40,8s. Привидна величина (магнитуда) објекта IC 5379 износи 15,2 а фотографска магнитуда 15,9. IC 5379 је још познат и под ознакама MCG 3-1-17, CGCG 456-20, KUG 0000+163, PGC 185.